# Sauber C12
O C12 é o primeiro modelo da Sauber da temporada de 1993 da Fórmula 1 e é o primeiro carro da Sauber na Fórmula 1. Condutores: JJ Lehto e Karl Wendlinger

## Resultados[1]
(legenda) 
| Ano  | Chassi | Motor           | Pneus | N° | Pilotos         | 1   | 2   | 3   | 4   | 5   | 6   | 7   | 8   | 9   | 10  | 11  | 12  | 13  | 14  | 15  | 16  | Pontos | Posição |  |
| ---- | ------ | --------------- | ----- | -- | --------------- | --- | --- | --- | --- | --- | --- | --- | --- | --- | --- | --- | --- | --- | --- | --- | --- | ------ | ------- |  |
|      |        |                 |       |    |                 |     |     |     |     |     |     |     |     |     |     |     |     |     |     |     |     |        |         |  |
|      |        |                 |       |    |                 | RSA | BRA | EUR | SMR | ESP | MON | CAN | FRA | GBR | GER | HUN | BEL | ITA | POR | JPN | AUS |        |         |  |
| 1993 | C12    | Sauber 2175 V10 | G     | 29 | Karl Wendlinger | Ret | Ret | Ret | Ret | Ret | 13  | 6   | Ret | Ret | 9   | 6   | Ret | 4   | 5   | Ret | 15† | 12     | 7º      |  |
| 1993 | C12    | Sauber 2175 V10 | G     | 30 | JJ Lehto        | 5   | Ret | Ret | 4†  | Ret | Ret | 7   | Ret | 8   | Ret | Ret | 9   | Ret | 7   | 8   | Ret | 12     | 7º      |  |

† Completou mais de 90% da distância da corrida.
↑1  Os motores Sauber são desenvolvidos pela Ilmor.